# Phortica gigas
Phortica gigas är en tvåvingeart som först beskrevs av Toyohi Okada 1977.  Phortica gigas ingår i släktet Phortica och familjen daggflugor.
Artens utbredningsområde är Taiwan. Inga underarter finns listade i Catalogue of Life.